# This Must Be the Place (film)
This Must Be the Place är en italiensk dramafilm från 2011 regisserad av Paolo Sorrentino.

## Handling
Filmen handlar om Cheyenne, en avdankad gothpopstjärna som bor på ett slott i Irland. På väg till sin fars dödsbädd får han reda på att fadern var ute efter att hämnas på den man som plågat honom i Auschwitz under andra världskriget. Påhejad av nazistjägaren Mordecai Midler väljer Cheyenne att fortsätta faderns sökande.

## Rollista (i urval)
- Sean Penn – Cheyenne
- Frances McDormand – Jane
- Judd Hirsch – Mordecai Midler